# Найпидо
Найпидо (на бирмански: နေပြည်တော်, правопис по американската система BGN: Naypyidaw) е столица на Мианмар от 6 ноември 2005 г., което официално е обявено от военната хунта през март 2006 г. По неизвестни причини военното ръководство премества министерствата и ведомствата тук от бившата столица Янгон. Населението е около 924 608 души. Градът е построен по план в периода 2002 – 2012 г. Забележими са пропорциите на големия град и сравнително малкото му население.

## Етимология
Найпидо на бирмански означава „над краля“ и често се превежда като „кралска столица“, „седалище на краля“ или „жилище на краля“. Традиционно думата се използва като окончание към имената на кралските столици, като например Мандалей, който бива наричан Яданабон Найпидо (на бирмански: ရတနာပုံနေပြည်တော်).

## История
Найпидо има кратка история. Основан е в поле близо до Пийнмана, на около 320 km северно от бившата столица Янгон. Строежът на града започва през 2002 г. Поне 25 строителни компании са наети от военното правителство. Правителството започва да мести министерствата от Янгон в Найпидо на 6 ноември 2005 г. по астрологически благоприятното време от 6:37 ч. сутринта. Пет дни по-късно, на 11 ноември в 11 ч. сутринта, втори конвой от 1100 военни камиона, превозващ 11 военни батальона и 11 министерства, напуска Янгон. Министерствата вероятно са установени напълно към края на февруари 2006 г., но бързият ход води до липса на училища и други удобства, които разделят правителствените служители от семействата им. Правителството първоначално забранява на семействата на служителите си да се преместват в новата столица. Военните щаб-квартири са разположени в различен комплекс от министерствата, а на гражданите е забранено да влизат и в двата. Търговците са ограничени в търговска зона близо до правителствените сгради.
На 27 март 2006 г. над 12 000 войници маршируват в първото събитие на новата столица – голям военен парад, обозначаващ Деня на въоръжените сили, който е денят на въстанието от 1945 г. срещу японските окупатори. Снимането на парада е забранено. Градът официално е наименуван Найпидо по време на тази церемония.

## Транспорт
Обществен транспорт свързва различните квартали на града. Найпидо е свързан с Янгон чрез магистрала, дълга 323 km.
Градът има централна автогара и една таксиметрова компания, управлявана от военните. Мотоциклетите са забранени по някои пътища в Найпидо поради стотици смъртни случаи през 2009 г.
През август 2011 г. руски медии обявяват, че руска фирма ще строи 50-километрова метро система в Найпидо, която ще бъде първата подземна железопътна система в страната. Въпреки това, по-късно министерството на железопътния транспорт обявява, че планът е изоставен поради липса на търсене и бюджетни ограничения.
Найпидо има железопътна гара, която е официално открита на 5 юли 2009 г. макар и в незавършен вид.
Международно летище Найпидо се намира на 16 km югоизточно от града. То обслужва вътрешни линии, както и международни полети от и до Банкок, Кунмин и Куала Лумпур.